# Der fliegende Holländer (Spiel)
Der fliegende Holländer ist ein 1992 beim japanisch-deutschen Verlag Bandai-Huki erschienenes Brettspiel von Klaus Teuber mit Illustrationen von Franz Vohwinkel für 3 bis 6 Spieler ab 12 Jahren. Nachdem Bandai seine Spielereihe an Parker Brothers verkaufte, erschien das Spiel im selben Jahr dann bei Parker und wurde mit dem Deutschen Spiele Preis 1992 ausgezeichnet.
Die Spieler schlüpfen in die Rolle von Kaufleuten, die Anteile an Handelsschiffen besitzen. Während diese Schiffe Waren zu verschiedenen Inseln transportieren, werden sie vom „Fliegenden Holländer“, dem Schrecken der Meere, bedroht, wodurch die Kaufleute ihren Reichtum verlieren können. Durch geschicktes Taktieren und den Einsatz von Glück bringenden Hufeisen versuchen die Spieler, dem Holländer ein Schnippchen zu schlagen.

## Inhalt
- 01 Spielplan
- 01 Fliegender Holländer
- 02 Zahlenwürfel mit den Zahlen 1, 3, 5, 5, 7 und 9 bzw. je 2× 20, 30 und 40
- 60 Hufeisen
  - 13× Wert ±1
  - 03× Wert ±2
  - 13× Wert ±10
  - 03× Wert ±20
  - je 1× Wert 21 bis 48
- 66 Spielkarten
  - 30 Anteilskarten von Schiffen, je 5× blau, gelb, grün, orange, rot und violett
  - 18 Schmiedkarten
  - 18 Kontorkarten
- 06 Stellbretter
- 06 Wertsteine, Zylinder in den Farben blau, gelb, grün, orange, rot und violett
- 01 Zählstein (schwarzer Quader)
- 90 Dukaten
  - 60× Wert 1
  - 30× Wert 10
- 01 Spielregel (8 DIN-A4-Seiten)

## Beschreibung
Das Spiel läuft über mehrere Runden. Zu Beginn erhält jeder Spieler 25 Dukaten und 3 Schiffsanteile, 3 Kontorkarten und 3 Schmiedkarten sowie 9 Hufeisen. Pro Spieler wird zudem ein Hufeisen verdeckt in die Mitte gelegt. In jeder Runde haben die Spieler, beginnend beim Startspieler, der zunächst mit beiden Würfeln die Glückszahl der Runde ermittelt, eine der folgenden Möglichkeiten:
- Anteilskarten austauschen: Hierzu spielt er eine Kontorkarte aus und nimmt sich die obersten 2 Anteilskarten vom verdeckten Stapel und schiebt dafür 2 andere unter den Stapel. Da jeder Spieler 3 Kontorkarten hat, kann er diese Aktion im Spiel dreimal nutzen.
- Hufeisen nachziehen: Hierzu spielt der Spieler zunächst eine Schmiedkarte aus und wartet dann, was die anderen machen. Haben alle Spieler eine Aktion gewählt, werden die in der Mitte liegenden Hufeisen unter den Spielern aufgeteilt, die eine Schmiedkarte ausgespielt haben. Auch diese Aktion kann im Spiel dreimal gewählt werden.
- Hufeisen nutzen, um den Holländer zu ziehen: Dazu versucht der Spieler aus seinen Hufeisen durch Addition oder Subtraktion (mit den ±-Hufeisen) der Glückszahl möglichst nahezukommen oder im günstigsten Fall zu erreichen, aber er darf sie nicht überschreiten. Er legt dazu die Hufeisen verdeckt vor sich aus.
- Passen: Hat ein Spieler weniger als 5 Hufeisen kann er auch passen.

Haben alle Spieler eine Aktion gewählt, werden zunächst – wenn gewählt – die Hufeisen verteilt. Anschließend wird nachgeschaut, wer der Glückszahl am nächsten gekommen ist. Dieser Spieler darf den Holländer versetzen. Haben zwei oder mehr Spieler den gleichen Abstand zur Glückszahl, müssen sie sich auf ein Ziel einigen, ggf. durch Zahlung von Dukaten. Wenn sie sich nicht einigen können, müssen sie durch erneutes Auslegen von Hufeisen versuchen allein entscheidender Spieler zu werden. Dabei darf gepasst werden. Die ausgespielten Hufeisen werden in die Mitte des Spielplans gelegt und stehen in der nächsten Runde für die Schmiedaktion wieder zur Verfügung. Wird der Holländer nun auf ein Schiff gezogen, müssen alle Spieler, die Anteile an diesem Schiff besitzen, den Wert des Anteils an die Bank zahlen. Kann ein Spieler nicht zahlen, scheidet er aus dem Spiel aus. Der Wert des Schiffes wird anschließend auf Null gesetzt und dann alle Schiffswerte um eins erhöht und der Zählstein ein Feld vorgerückt. Wurde der Holländer auf eine Insel gesetzt, erhalten die Spieler, die ihn versetzt haben, für eine ihrer Anteilskarten den Wert in Dukaten ausgezahlt. 
Das Spiel endet, wenn der Zählstein das Feld mit dem Wert 18 erreicht hat. Gewinner ist der Spieler, dessen Anteile zusammen mit seinem Barvermögen den höchsten Wert haben.

## Verfügbarkeit
Das Spiel ist im Handel nicht mehr erhältlich.

## Auszeichnungen
1992: Deutscher Spiele Preis

## Einsatz bei Meisterschaften
1992 im Finale der Deutschen Mannschaftsmeisterschaft im Brettspiel